# Franz Rautek

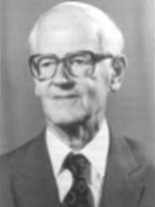
Franz Rautek

Franz Rautek (* 10. April 1902 in St. Pölten; † 8. November 1989 in Wien) war ein österreichischer Jiu-Jitsu-Lehrer und Erfinder des Rautek-Rettungsgriffes, der weltweit zur Rettung von verletzten Personen aus Gefahrensituationen verwendet wird.

## Leben
Er war ein Schüler von Josef Diwischek, einem Vorreiter des österreichischen Jiu Jitsu. Seine erste Schule gründete Rautek im Jahre 1931 in Wien, unterrichtete später an Volkshochschulen und bildete die Wiener Polizei aus. Von 1941 bis 1947 unterrichtete er Jiu Jitsu an der Universitätsanstalt Wien.
Neben seiner bekanntesten Erfindung, dem Rautek-Rettungsgriff, entwickelte er auch Geräte zur medizinischen Rehabilitation und zur Rettung, da er sich neben dem Jiu Jitsu auch auf dem Gebiet des „Helfens und Rettens“ engagierte.

## Die Erfindung des Rautek-Rettungsgriffs
Ein Schüler in einer Lehrveranstaltung von Rautek wollte von ihm wissen, ob es mit Hilfe der Hebelkraft des Jiu Jitsu möglich sei, eine bewusstlose Person vom Boden aufzuheben. Franz Rautek konnte schon nach kurzer Zeit eine exakte Antwort geben. Im Anschluss daran übte er mit seiner Frau Hilda sehr lange an der Technik. Diese ist heute eine bekannte Grifftechnik die jährlich vielen Menschen das Leben rettet.

## Auszeichnungen
- 2013: Benennung der Rautek-Straße in St. Pölten[3]
- 1978: Ernennung zum Professor durch Bundespräsident Kirchschläger[2]

## Belege
1. ↑  Jiu-Jitsu Verband Österreich: 2. Kyu Jiu Jitsu. Prüfungsprogramm und Theorie (Memento vom 11. Januar 2016 im Internet Archive), Kapitel „Franz Rautek“, S. 15
2. 1 2  Prüfungsreferat des JJVÖ: Jiu Jitsu Prüfung zum 2. Kyu - Theorieskriptum. JJVÖ, 1. März 2010, S. 15, archiviert vom Original (nicht mehr online verfügbar) am 22. Juni 2019; abgerufen am 22. Juni 2019: „1978 ernannte ihn der Bundespräsident Dr. Rudolf Kirchschläger als einzigen Jiu Jitsu Mann Österreichs zum Professor.“  Info: Der Archivlink wurde automatisch eingesetzt und noch nicht geprüft. Bitte prüfe Original- und Archivlink gemäß Anleitung und entferne dann diesen Hinweis.
3. ↑  Neue Straßennamen und ihre Bedeutung (Seite nicht mehr abrufbar, festgestellt im Dezember 2023. Suche in Webarchiven), Presseaussendung der Stadt St. Pölten, 22. März 2013

| Personendaten    | Personendaten                                                     |
| ---------------- | ----------------------------------------------------------------- |
| NAME             | Rautek, Franz                                                     |
| KURZBESCHREIBUNG | österreichischer Jiu-Jitsu-Lehrer und Erfinder des Rautek-Griffes |
| GEBURTSDATUM     | 10. April 1902                                                    |
| GEBURTSORT       | St. Pölten                                                        |
| STERBEDATUM      | 8. November 1989                                                  |
| STERBEORT        | Wien                                                              |